# 高雄捷運環狀輕軌CAF Urbos 3系電聯車

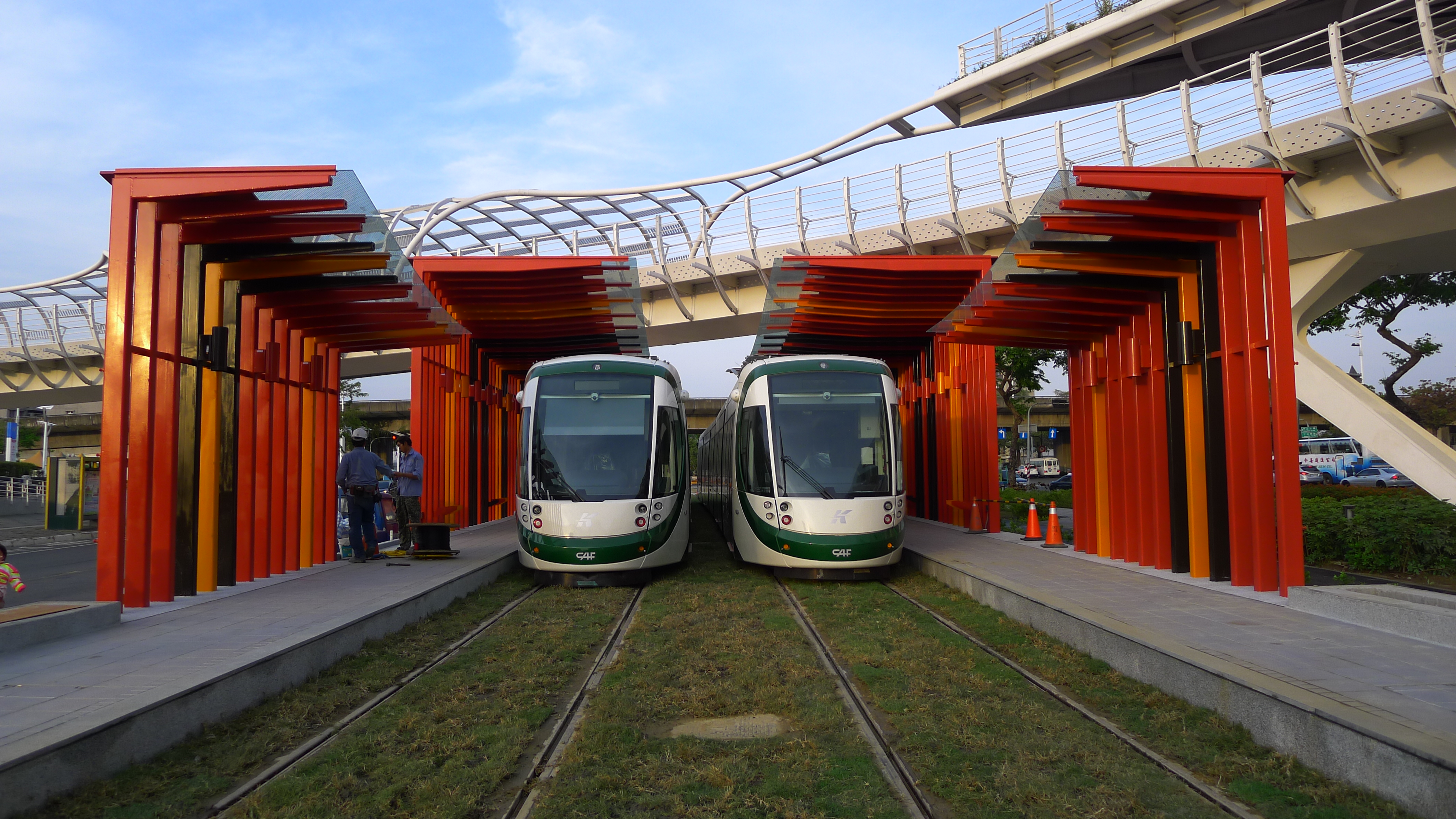
於前鎮之星站雙向停靠的高雄輕軌CAF Urbos 3系列車

高雄捷運環狀輕軌CAF Urbos 3電聯車是指在高雄捷運環狀輕軌上營運的動力分散式電聯車。第一階段九列列車為西班牙CAF公司Urbos 3系列車輛，首列列車於2014年運抵高雄，是臺灣第一款正式營運載客的輕軌列車，也是台灣第一款來自西班牙的列車。

## 歷史
高雄市政府為推廣輕軌系統，曾於2003年於中央公園進行輕軌試乘活動，列車部分由西門子提供，因民眾踴躍搭乘而種下今日輕軌建設的種子。:83:22
2013年，高雄市舉行環狀輕軌招標作業，最後由長鴻營造與CAF團隊得標，在簽約典禮後CAF隨即開始進行列車設計及號誌規劃等作業，配合高雄市的需求，CAF選擇使用無架空線之超級電容系統，並運用其在西班牙成功的案例，向高雄市政府提出了現有的計畫。:96首列輕軌列車於2014年8月運抵臺中港，由於氣爆事故的影響，列車抵台後暫時放置於南機廠進行測試工作，11月正式下軌進入輕軌路線。:184
2020年11月為配合第二階段路線興建工程暫停行駛，進行系統改裝。2021年8月開始回歸行駛正班車，並於2021年12月全數重新上線行駛。

## 規格與構造
該型列車由西班牙CAF公司進行設計與承造工作，以該公司旗下開發之Urbos 3系統作為基礎，採用超級電容技術，可於靠站時迅速充電，適合運行於無架空線路段。:77:134列車編組部分與淡海輕軌電聯車類似，採模組化車廂生產，第二與第四節車廂不設置轉向架:78，以特殊連結設備與前後車廂連接，集電弓位於第三車廂上方。:79

### 外觀設計
與淡海輕軌電聯車材質不鏽鋼與耐候鋼不同的是，顧慮到耗能與養護成本，該型列車採用鋁合金作為車體材質。列車前端採流線型設計，並以大型彎曲玻璃窗作為駕駛窗，目的地顯示器放置於駕駛窗上方，高雄捷運標示與CAF廠徽則置於正面下緣，:79車頭兩側設有監視錄影裝置，可將影像傳至駕駛室。:80塗裝部分採綠色與白色為主配色，車廂間以關節式連結裝置連接:78，車門採大型電動滑塞式車門，方便身障旅客上下車。為達到節能效果，車門內外均設置開門按鈕，列車到站時需按壓按鈕後才會開啟。:124

### 內裝設計
內裝部分以白色作為主色彩進行設計，採低地板設計。天花板部分，LED旅客顯示器設置於此，而握把採橡膠材質，:81另設置偵煙器做為保安之用。:126座位部分採符合人體工學之座椅，握把為金屬材質設置在椅背上方，由於轉向架位置的關係，部分座位為面對面配置樣式，並以顏色區分一般旅客座位與博愛座。與其餘電聯車相同，該型列車於兩車門中央設有立柱，採單柱形式，並於上方設置驗票機。:82

### 與阿爾斯通 Citadis X-05 305系比較
| 項目          | 第1期・Urbos 3                                          | 第2期・Citadis X-05 305                                 |
| ------------- | ------------------------------------------------------- | ------------------------------------------------------- |
| 製造          | CAF                                                     | 阿爾斯通                                                |
| 暱稱          | 小綠綠                                                  | 小黒綠                                                  |
| 全長          | 34,166 mm                                               | 33,400 mm                                               |
| 全寬          | 2,650 mm                                                | 2,650 mm                                                |
| 全高          | 3,600 mm                                                | 3,600 mm                                                |
| 編組          | Mc1–S1–T–S2–Mc2                                         | M1–SC1–NP–SC2–M2（p. 26）                               |
| 素材          | 鋁合金                                                  | 鋁合金                                                  |
| 無架線        | 全區間                                                  | 全區間                                                  |
| 電氣方式      | DC750V                                                  | DC750V                                                  |
| 馬力（p. 16） | 8kWh                                                    | 9kWh                                                    |
| 轉向架        | 第1,5車有動力轉向架、第2,4車無轉向架、第3車無動力轉向架 | 第1,5車有動力轉向架、第2,4車無轉向架、第3車無動力轉向架 |
| 座位          | 64                                                      | 66                                                      |
| 編成定員      | 250                                                     | 250                                                     |
| 讀卡機        | 4台                                                     | 6台                                                     |
| 總數量        | 9列                                                     | 15列                                                    |

## 列車配屬
全數配屬於前鎮機廠。